# Österreicher-Denkmal

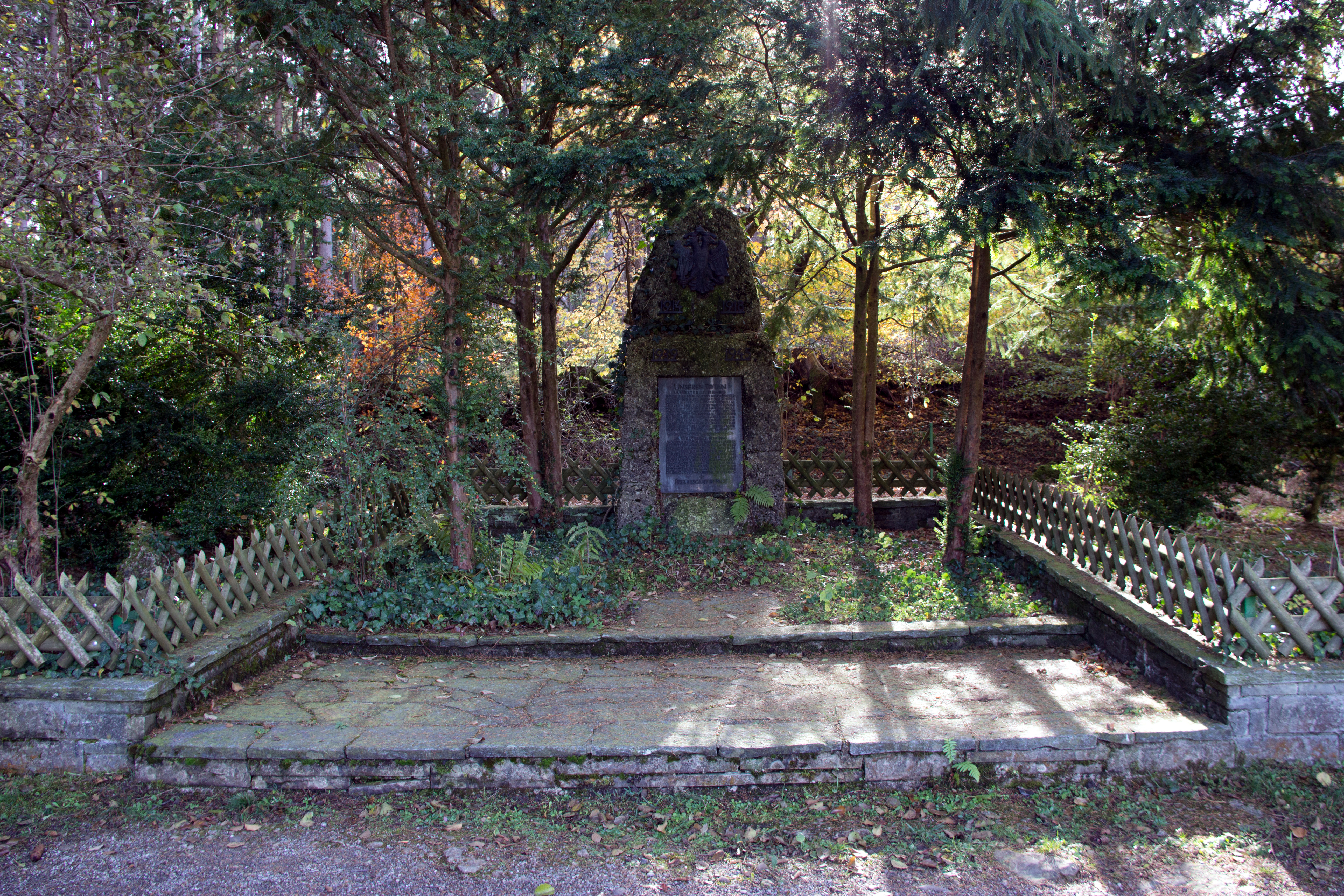
Das Österreicher-Denkmal

Das Österreicher-Denkmal im Waldstück Schwanderholz, nahe der Stadtgrenze im Südwesten von Kempten (Allgäu), erinnert an die Gefallenen des Ersten und Zweiten Weltkriegs. Es wurde zu Pfingsten 1937 feierlich eingeweiht. In der direkten Nähe befinden sich die Vorarlberger Gräber.
Das obeliskartige Denkmal steht in einem kleinen, zugewachsenen Steinbruch und ist aus Nagelfluhgestein zusammengesetzt, welches in diesem Wald als Irrblock während der letzten Eiszeit ankam. Geprägt ist das Denkmal durch eine Bronzetafel, auf der die Namen der gefallenen Soldaten verewigt sind.
Die im Ersten Weltkrieg gefallenen Soldaten waren Angehörige der Österreichischen Soldaten-Kameradschaft Kempten. Nach dem Zweiten Weltkrieg wurde die Platte ersetzt. Diese Platte trägt seither auch die Namen von im Zweiten Weltkrieg Gefallenen. Oberhalb der Tafel ist ein Wappen des Kaisertum Österreichs angebracht. Darunter befinden sich, jeweils nebeneinander, die Jahreszahlen 1914 und 1918 sowie 1939 und 1945. Sie weisen auf die Dauer der beiden Weltkriege hin.

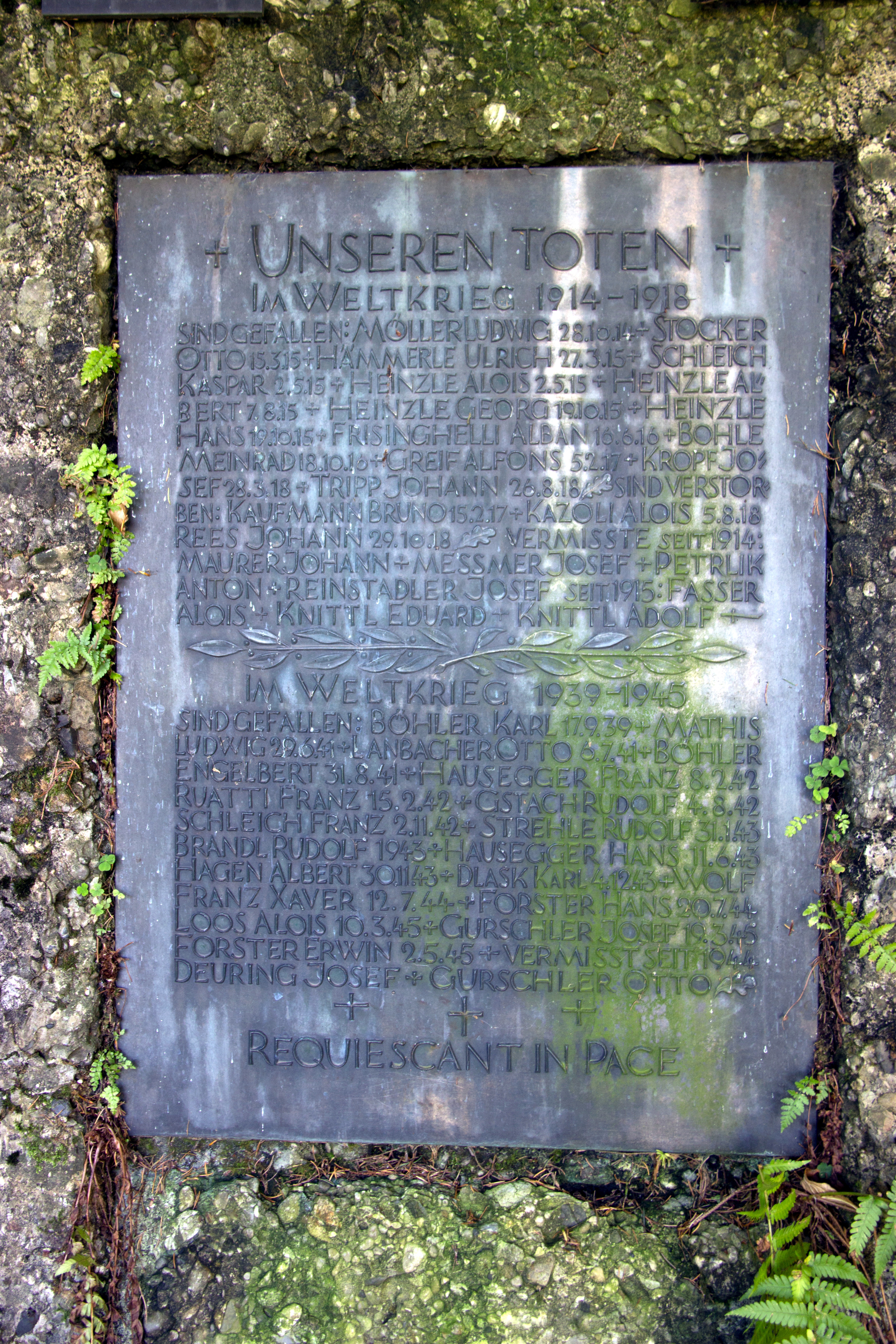
Bronzetafel mit den Gefallenen
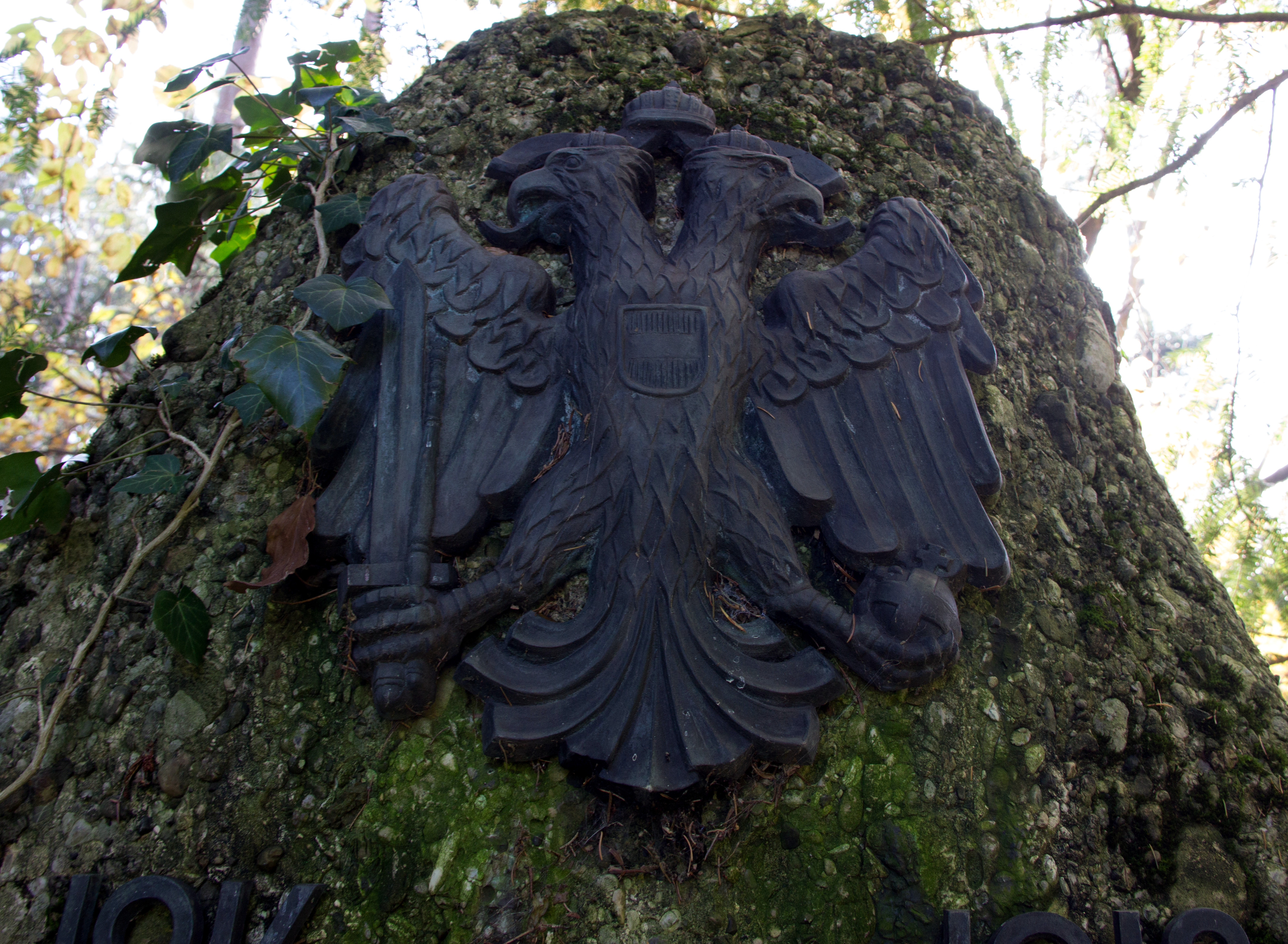
Wappen des Kaisertums Österreich (Cisleithanien)